# Peter Seier Christensen
Peter Seier Christensen (født 30. december 1967) er en dansk politiker og ingeniør. Han er medstifter af det nationalkonservative parti Nye Borgerlige og indtil februar 2023 næstformand i samme. Han har været medlem af Folketinget, valgt i Sjællands Storkreds for Nye Borgerlige, siden folketingsvalget 2019. I januar 2024 blev han under en længerevarende sygemelding ekskluderet af partiets folketingsgruppe af gruppens to øvrige medlemmer som led i en beslutning om at nedlægge folketingsgruppen. Han blev dermed løsgænger i Folketinget, men er fortsat medlem af partiet Nye Borgerlige.
4. april 2023 blev Seier sygemeldt med stress. Efterfølgende fik han også konstateret lymfekræft. Nye Borgerlige valgte ikke at indkalde suppleanten Henriette Ergemann ved Seiers sygemelding, da hun havde meldt sig ud af partiet.
Peter Seier er bror til rigmanden Lars Seier Christensen.